# Mario Benedeti
Mario Orlando Hardi Hamlet Breno Benedeti Faruhija (šp. Mario Orlando Hardy Hamlet Brenno Benedetti Farrugia; Paso de los Toros, Takuarembo, Urugvaj, 14. septembar 1920 — Montevideo, 17. maj 2009) poznat kao Mario Benedeti bio je urugvajski pisac, novinar, pesnik, dramaturg, pripovedač, kritičar i član Generacije '45 (šp. Generación del '45, je bila grupa pisaca, uglavnom iz Urugvaja, koji su imali značajan uticaj u književnom i kulturnom životu svoje zemlje i regiona. Njihovo ime potiče od činjenice da su njihove karijere počele uglavnom između 1945. i 1950. godine.) Smatra se jednim od najznačajnijih latinoameričkih pisaca 20. veka. Njegovo stvaralaštvo obuhvata različite žanrove, uključujući prozu, poeziju, eseje i dramske tekstove, a najpoznatiji je po svojim romanima i pesmama. Njegovo najpoznatije delo jeste roman ,,La tregua" (1960) (Prekid") i predstavlja klasik latinoameričke književnosti.

## Biografija

#### Detinjstvo i školovanje
Rođen je 14. septembra 1920. godine u mestu Paso de los Toros, Istočna Republika Urugvaj u porodici italijanskih migranata. Njegov otac Brenno Benedetti (srp. Breno Benedeti) bio je italijan, dok je njegova majka, Matilde Farrugia (srp. Matilda Faruhija) nosila malteško poreklo. Sa nepunih četiri godine, Mario Benedeti se sa porodicom preselio u Montevideo, gde se školovao u jednoj od privatnih škola. Prvih šest razreda osnovne škole završio je u Nemačkoj školi u Montevideu (šp. Colegio Alemán de Montevideo) gde je naučio nemački jezik, što mu je kasnije omogućilo da bude prvi prevodilac Franca Kafke u Urugvaju. Još u ranom periodu svog života Benedeti je doneo odluku da bi želeo da postane pisac, iako je godinama morao da se bavi raznim poslovima kako bi finansijski preživeo. Godine 1946. oženio se Luz Lopez Alegre (šp. Luz López Alegre), svojom velikom ljubavlju i životnom saputnicom, koju je upoznao još u detinjstvu i sa kojom će provesti narednih šest decenija. 

## Karijera
Benedeti se nakon nekoliko godina provedenih u Buenos Ajresu, vratio u Montevideo gde je ranih 1940-ih započeo svoju pesničku karijeru, objavivši svoju prvu zbirku pesama ,,La víspera indeleble" (srp. Neizbrisivo predvečerje). Iste godine pridružio se redakciji nedeljnika Marcha, gde je ostao do 1974. godine, kada je ovaj časopis zatvoren od strane vlade Huana Marije Bordaberija (šp. Juan María Bordaberry). Godine 1954. Benedeti je imenovan za literarnog direktora tog nedeljnika. Bio je socijalno i politički angažovan, pisao je o nepravdi, diktaturama i otporu, posebno kroz zbirke poput ,,La casa y el ladrillo". Autor će svoje vreme deliti između svojih rezidencija u Urugvaju i Španiji, sve dok se, nakon smrti supruge 2006. godine, ne preseli za stalno u svoju rezidenciju u četvrti Centro u Montevideu, Urugvaj. Povodom svog preseljenja, Benedeti je poklonio deo svoje lične biblioteke u Madridu Centru za iberoameričke studije Univerziteta u Alikanteu koji nosi njegovo ime.        

#### Uzori
Mario Benedeti imao je različite književne i intelektualne uzore koji su oblikovali njegov stil i teme. Njegova inspiracija dolazila je iz bogatstva špansko-američke i svetske književnosti, kao i iz društvenih i političkih pokreta:        
- Antonio Machado - Benedeti je cenio njegovu jasnoću i dubinu, što ga je podstaklo da i sam piše jezikom koji je dostupan široj publici. Benedeti je bio fasciniran Mačadoovim načinom izražavanja složenih ideja kroz jednostavne reči.
- Latinoamerički književni krugovi Generacije '45 - Kao deo ove grupe, Benedeti je delio ideje sa savremenicima poput Huana Karlosa Onetija (šp. Juan Carlos Onetti), što je dodatno uticalo na njegovo formiranje.

- Baldomero Fernandez Moreno - Benedeti za najuticajnijeg smatrao Baldomera Fernandesa Morena, argentinskog pesnika. Vreme koje je Benedeti proveo u Buenos Ajresu, posvetio je čitanju Morenove antologije, čitajući o ljudskom besu i nemiru, koji je bio jasno prikazan u Morenovoj poeziji i koja ga je podstakla da i on piše takvu poeziju.

Vremenom su kod Benedetija veliki uticaj izazvali i Mašado de Asis, Hose Marti, Sesar Valjeho smatrajući ih majstorima u sprovođenju komunikacije sa čitaocem.
,,Zatim su došli ti veliki uticaji, a to su Mašado, Marti i Valjeho. Marti i Mašado, jer su majstori u komunikaciji sa čitaocem; obojica koriste rimu, ali rima nikada nije upadljiva, nikada ne čeka da se desi. Reč koja se rimuje je tu, ali je to reč koja je i potrebna u tom trenutku. Nije to reč koja se stavlja samo da bi se rimovala s prethodnom, i to je ono što ih, po mom mišljenju, čini majstorima rime."
Benedeti tek pod njihovim uticajem priznaje rimu u poeziji, rekavši: ,,Kada se njome rukuje sa prirodnošću, spontanošću i jasnoćom". Veliki uticaj na Benedetija imao je i Huan Karlos Oneti. U prozi su uticaji više bili strani nego nacionalni, što znači da su ogroman uticaj imali i Gi de Mopasan, Anton Čehov i Ernest Hemingvej.

#### Književni rad
Mario Benedeti bio je pisac i pesnik čiji književni rad obuhvata različite faze tokom njegove karijere. Njegova dela su kroz godine evoluirala, od pesničkih početaka do angažovane proze, a zatim i do povratka introspektivnom i humanističkom pristupu.
U ranim godinama, tokom 1940-ih, Benedeti je počeo svoju književnu karijeru kao pesnik. Njegove prve pesme bile su ispunjene temama postojanja, ljubavi i bola, a u njima se javljao i socijalni angažman. Zbirke poput ,,La víspera indeleble" (1945) i ,,Isla de los muertos" (1948) odražavale su njegovu duboku refleksiju o životu, prirodi i društvu. U tom periodu, njegov pesnički izraz bio je filozofski i često pesimistički, bavio se pitanjima socijalnih nepravdi i ljudskih sudbina.
Sredinom 1960-ih, Benedeti je prešao na prozu i ostvario svoj najpoznatiji roman ,,La tregua" (1960). Ovaj roman, koji se bavi temama ljubavi i usamljenosti u svakodnevnom životu, stekao je veliki uspeh. U tom periodu njegov rad postaje više politički angažovan, jer se sve više bavio temama društvenih promena, političkih represija i borbe za ljudska prava. Slično tome, zbirka ,,Canción de despedida" (1967) odražava njegovu kritiku političkog režima i izuzetnu empatičnost prema ljudskim tragedijama.
Nakon puča u Urugvaju 1973. godine, Benedeti je morao da napusti svoju domovinu i emigrira u Argentinu i Španiju. U periodu egzila, njegove knjige su bile zabranjene, ali on nije prestao da piše. Njegovi radovi iz ovog perioda bili su duboko politički, govoreći o istorijskoj memoriji, gubicima i tragedijama rata. Zbirka ,,El olvido está lleno de memoria" (1995) i roman ,,La casa y el viento" (1977) odražavaju njegovu borbu protiv diktatorskih režima i njegovu refleksiju o posledicama političke represije.
Nakon povratka u Urugvaj 1985. godine, Benedeti se vratio i introspektivnom i humanističkom pristupu. Njegova dela iz ovog perioda, kao što su zbirka ,,Bajo la lluvia ajena" (1988) i roman ,,Testigo de uno mismo" (1999), bave se temama gubitka, ljubavi i identiteta. Iako je politički angažman bio prisutan i u ovom periodu, Benedeti se sve više fokusirao na privatne dileme, unutrašnje svetove likova i potragu za smislom života.
Kroz sve faze svog rada, Benedeti je ostao dosledan u svojim temama: ljudska prava, socijalna pravda, osamljenost i traženje ljubavi. Njegova sposobnost da poveže lične sudbine s društvenim pitanjima učinila ga je jednim od najvažnijih pisaca Latinske Amerike.

#### Pogled na umetnost
Mario Benedeti imao je specifičan pogled na umetnost koji je bio duboko ukorenjen u njegovom životnom iskustvu, političkom angažmanu i humanističkim vrednostima. Njegov odnos prema umetnosti nije bio samo intelektualni, već i emotivni, često se oslanjajući na verovanje da umetnost ima moć da oblikuje, komentariše i menja društvo. Benedeti je verovao da književnost i umetnost uopšte nisu samo sredstvo za estetski užitak, već i alat za kritiku i refleksiju o društvenim i političkim pitanjima. U njegovim delima, umetnost se često manifestovala kao sredstvo za otpor protiv nepravde i represije, ali i kao način za povezivanje s intimnim svetovima pojedinca.
Benedeti je bio definisani angažovani pisac, čiji je pogled na umetnost bio utemeljen u borbi za ljudska prava i slobodu. Smatrao je da umetnici imaju odgovornost da se bore protiv nepravde i da svojim radom otvore prostor za društvenu promenu. Za njega, umetnost je bila duboko povezana s političkim i moralnim pitanjima vremena u kojem je živio. Njegova književnost bila je ne samo estetski vredna, već i socijalno angažovana. Smatrao je da umetnost mora biti svesna i kritična, a njena uloga je da se postavi prema stvarnosti i postavi pitanja o društvenim nepravdama.
Pored toga, Benedeti je bio duboko verovao u umetnost kao sredstvo za izgradnju empatije i razumevanja među ljudima. Iako je bio politički angažovan, njegova umetnost nije bila jednostavno propaganda, već je težila da kroz ljudske priče i emocionalne ispovesti dotakne univerzalne teme. U njegovim delima, likovi su često obični ljudi, u potrazi za ljubavlju, smislom života, ili pravdom, što je omogućilo širokoj publici da se poveže s njegovim radom.
Benedeti je smatrao da umetnost mora biti pristupačna, da ne treba biti elitistička, već da treba govoriti jezik svih ljudi. Smatrao je da poezija i proza treba da komuniciraju sa svakodnevnim ljudskim iskustvima i da njihov cilj nije samo da inspirišu, već i da pokrenu akciju i promene. U njegovom pogledu na umetnost, iskrenost i jednostavnost bile su ključne. Verovao je da umetnost treba da bude dostupna, iskrena i emotivna, te da mora dodirnuti univerzalne teme i izazvati reakciju kod čitatelja.
U tom smislu, umetnost je za Benedetija bila i sredstvo za preživljavanje. Za njega, umetnost nije bila samo za estetski užitak, već je bila vitalna u trenucima istorijske i društvene krize. Njegovo pesništvo i proza često su bili odgovor na političke represije koje su obeležile njegov život, ali su istovremeno naglašavali nadanje i mogućnost promene. Benedeti je verovao u umetnost koja, iako duboko angažovana, ne gubi svoj ljudski aspekt – umetnost koja se bavi životom, problemima i izazovima običnih ljudi, stvarajući prostor za dijalog i sagledavanje svetova drugih ljudi.
Na kraju, njegov pogled na umetnost bio je humanistički. Smatrao je da umetnost mora doprinositi razumevanju i izgradnji empatije među ljudima. Ona ne treba biti samo odraz stvarnosti, već i poziv na akciju, sredstvo za promene koje mogu unaprediti ljudsku sudbinu i društvo u celini.

### Priznanja
Benedeti je tokom života primio mnoge nagrade za svoj rad, uključujući:
- Premio Casa de las Américas (1969) - Ova nagrada je dodeljena Benedetiju za njegov roman ,,La tregua". Nagrada Casa de las Américas je jedno od najvažnijih priznanja u Latinskoj Americi, koje je prepoznalo rad mnogih pisaca koji su se bavili društvenim i političkim temama.
- Premio Nacional de Literatura de Uruguay (1983) - Ovo je najprestižnija književna nagrada koju može dobiti pisac u Urugvaju. Benedeti je dobio ovo priznanje za svoje bogato i raznovrsno književno stvaralaštvo.
- Premio de Honor de la Crítica (1986) - Ova nagrada je jedno od najvažnijih priznanja koje se dodeljuje piscima u Latinskoj Americi. Benedeti ju je dobio za celokupno književno stvaralaštvo.
- Premio Reina Sofía de Poesía Iberoamericana (1999), jedno od najvažnijih priznanja za španskojezičnu poeziju.
- Premio Latinoamericano de Literatura (2001) - Benedeti je primio ovo priznanje kao deo svog uticaja na latinskoameričku književnost, posebno za svoj rad u pesništvu i prozi.

### Nasleđe
Nasleđe Maria Benedetija obuhvata nekoliko ključnih aspekata njegovog rada koji i danas imaju dubok uticaj na književnost, kulturu i društvo.
Njegovo najvažnije književno nasleđe leži u njegovim romanima, pesmama i esejima, koji se bave temama ljubavi, osamljenosti, ljudskih prava i političke represije. Najpoznatiji roman, ,,La tregua", postao je klasično delo latinoameričke književnosti, istražujući prolaznost života i potragu za smislom u svakodnevnim situacijama. Pored romana, njegove pesme i eseji govore o univerzalnim temama koje govore o socijalnoj pravdi, borbi za slobodu i sudbinama pojedinaca u opresivnim društvima.
Benedeti je bio angazovani pisac čija je književnost imala i politicki karakter. Njegova dela pružaju kritiku političkih režima, naročito tokom perioda vojne diktature u Urugvaju, a ujedno istražuju i univerzalne ljudske emocije. Kroz svoja dela, Benedeti je stvorio most između ličnih sudbina i društvenih i političkih realnosti, što je njegov rad učinilo relevantnim ne samo za Latinsku Ameriku, već i za globalnu literaturu.
Njegovo političko nasleđe proističe iz njegovog angažmana u borbi protiv diktature i nepravde. Tokom godina progonstva, njegova dela su bila zabranjena, ali su postala simbolom otpora i borbe za slobodu. Benedeti je bio duboko posvećen ljudskim pravima i slobodi izražavanja, a njegova umetnost je odražavala ove vrednosti.
Benedeti je takođe uticao na poputnu kulturu, jer su njegova dela često adaptirana u filmove, pozorište i muziku. Njegova pesništva su postala inspiracija za mnoge umetnike, a njegovo nasleđe ostaje živo kroz generacije čitalaca i umetnika širom sveta.
Na kraju, Benedeti je svojim radom ostavio trajnu kulturnu i humanističku baštinu, koja nastavlja da inspiriše i motiviše ljude u potrazi za pravednijim i slobodnijim društvom.

### Smrt
Poslednjih godina piscu je narušeno zdravlje i često je bio hospitalizovan sve dok nije preminuo 17. maja 2009. u svom domu u Montevideu, u 88. godini. Urugvajska vlada proglasila je nacionalnu žalost i naložila da se njegovo bdenje održi uz patriotske počasti u Dvorani izgubljenih stepenica Zakonodavne palate. U podnožju kovčega nalaze se na desetine cveća i pera koje ljudi stavljaju kao poslednju počast piscu. Sledećeg dana kovčeg se prenosi iz Kongresa na Centralno groblje, gde mu se odaje počast, u procesiji ulicama Montevidea u pratnji hiljada ljudi. Od 19. maja, telo pesnika počiva pored tela njegove supruge Luz na groblju Buceo u Montevideu.  
Pre smrti, diktirao je svom ličnom sekretaru Arielu Silvi šta će postati njegova poslednja pesma:  
Mi vida ha sido como una farsa
Mi arte ha consistido
En que esta no se notara demasiado
He sido como un levitador en la vejez
El brillo marrón de los azulejos
Jamás se separó de mi piel...

## Bibliografija

### Zbirke kratkih priča
- Esta mañana (1949)
- Montevideanos (1959)
- La muerte y otras sorpresas (1968)
- Con y sin nostalgia (1977)
- Geografías (1984)
- Despistes y franquezas (1989)
- Buzón de tiempo (1999)
- El porvenir de mi pasado (2003)

### Romani
- Quién de nosotros (1953)
- La tregua (1960)
- Gracias por el fuego (1965)
- El cumpleños de Juan Ángel (1971)
- Primavera con esquina rota (1982)
- La borra del café (1992)
- Andamios (1996)

### Poezija
- La víspera indeleble (1945), njegova prva objavljena knjiga
- Sólo mientras tanto (Número, 1950)
- Poemas de la oficina (Número, 1956)
- Poemas del hoyporhoy (Alfa, 1961)
- Inventario uno (primera edición, 1963)
- Noción de patria (Editorial Nueva Imagen, 1963)
- Cuando éramos niños (1964)
- Próximo prójimo (Editorial Nueva Imagen, 1965)
- Contra los puentes levadizos (Alfa, 1966)
- A ras de sueño (1967)
- Quemar las naves (1968)
- Letras de emergencia (Editorial Nueva Imagen, 1973)
- Poemas de otros (1974)
- La casa y el ladrillo (1977)
- Cotidianas (1979)
- Inventario uno (Editorial Nueva Imagen, 1980)
- Viento del exilio (Editorial Nueva Imagen, 1981)
- Antología poética (1984)
- Geografías (1984)
- Inventario uno (1985)
- Preguntas al azar (1986)
- Yesterday y mañana (1987)
- Despistes y franquezas (1989)
- Las soledades de Babel (1991)
- Inventario dos (1994)
- El olvido está lleno de memoria (1995)
- El amor, las mujeres y la vida (1995)
- Corazón coraza y otros poemas (1997)
- La vida, ese paréntesis (1998)
- Rincón de haikus (1999)
- Acordes cotidianos (2000)
- El mundo que respiro (2000)
- Inventario tres (2002)
- Insomnios y duermevelas (2002)
- Existir todavía (2003)
- Defensa propia (2004)
- 50 sonetos (2004)
- Adioses y bienvenidas (2005)
- Nuevo rincón de haikus (2006)
- Canciones del que no canta (2006)
- Testigo de uno mismo (2008)
- Biografía para encontrarme (ed. póstuma de la Fundación Benedetti, Seix Barral, 2010)

### Eseji
- Peripecia y novela (1948)
- Marcel Proust y otros ensayos (1951)
- El país de la cola de paja (1960)
- Literatura uruguaya siglo XX (1963)
- Genio y figura de José Enrique Rodó (1966)
- Letras del continente mestizo (1967)
- Sobre artes y oficios (1968)
- Crítica cómplice (1971)
- El escritor latinoamericano y la revolución posible (1974)
- Daniel Viglietti (1974)
- Notas sobre algunas formas subsidiarias de la penetración cultural (1979)
- El recurso del supremo patriarca (1979)
- Cultura entre dos fuegos (1986)
- Subdesarollo y letras de osadía (1987)
- La cultura, ese blanco móvil (1989)
- La realidad y la palabra (1991)
- 45 años de ensayos críticos (1994)
- Poetas de cercanías (1994)
- El ejercicio del criterio (1995)
- Poesía, alma del mundo (1999)
- Memoria y esperanza (2004)
- Vivir adrede (2007)

### Novinarstvo
- Mejor es meneallo (1961)
- Cuaderno cubano (1969)
- África 69 (Marcha, 1969)
- Crónicas del 71 (1971)
- Los poetas comunicantes (Marcha, 1972)
- Terremoto y después (Arca, 1973)
- El desexilio y otras conjeturas (Editorial Nueva Imagen, 1984)
- Escritos políticos (1971-1973) (Arca, 1986)
- Perplejidades de fin de siglo (1993)
- Articulario desexilio y perplejidades (1994)
- Daniel Viglietti, desalambrando (2007)

### Dramska dela
- Ida y Vuelta (1958)

- Pedro y el Capitán (1979)

### Zbirke pesama i audio kompilacije
- Poemas de la oficina (1960)
- Inventario (1969)
- Quemar las naves (1969)
- Déjanos caer / Familia Iriarte (1978)
- La palabra viviente (1986)

- Inventario 1950-1975 (Ayuí / Tacuabé a/e93k y ae93cd. Edición en casete de 1991 y en CD de 2002)
- Inventario 1976-1985 (Ayuí / Tacuabé a/e94k y ae94cd. Edición en casete de 1991 y en CD de 2002)
- Inventario 1986-1990 (Ayuí / Tacuabé a/e95k y ae95cd. Edición en casete de 1991 y en CD de 2002)
- Benedetti lee a Benedetti (Seix Barral, 1993)
- Cuentos escogidos (Alfaguara, 1995)
- El amor, las mujeres y la vida (1995)
- Poesía con los jóvenes (1996)
- Inventario 1991-2003 (2004)

## Literatura
1. Benedetti, Mario. "La Tregua." Edición de Eduardo Nogareda. Ediciones Cátedra, 2004.
2. Belini, Giuseppe. "Nueva historia de la literatura hispanoamericana." Madrid: Editorial Castalia, 1997.
3. Oviedo, José M. "Historia de la literatura hispanoamericana Vol. 4: De Borges al presente." Madrid: Editorial Alianza, 2001.
4. Biblioteca Virtual Miguel de Cervantes. "Biografía de Mario Benedetti." Cervantes Virtual. https://www.cervantesvirtual.com/portales/mario_benedetti/autor_apunte/
5. Biblioteca Virtual Miguel de Cervantes. "Cronología de Mario Benedetti." Cervantes Virtual. https://www.cervantesvirtual.com/portales/mario_benedetti/autor_cronologia/
6. Encyclopedia Britannica. "Mario Benedetti." Encyclopedia Britannica. https://www.britannica.com/biography/Mario-Benedetti
7. Fundación Mario Benedetti. "Biografía de Mario Benedetti." Fundación Mario Benedetti. https://fundacionmariobenedetti.uy/mariobenedettibio/